# Alter Milchhof (Heilbronn)

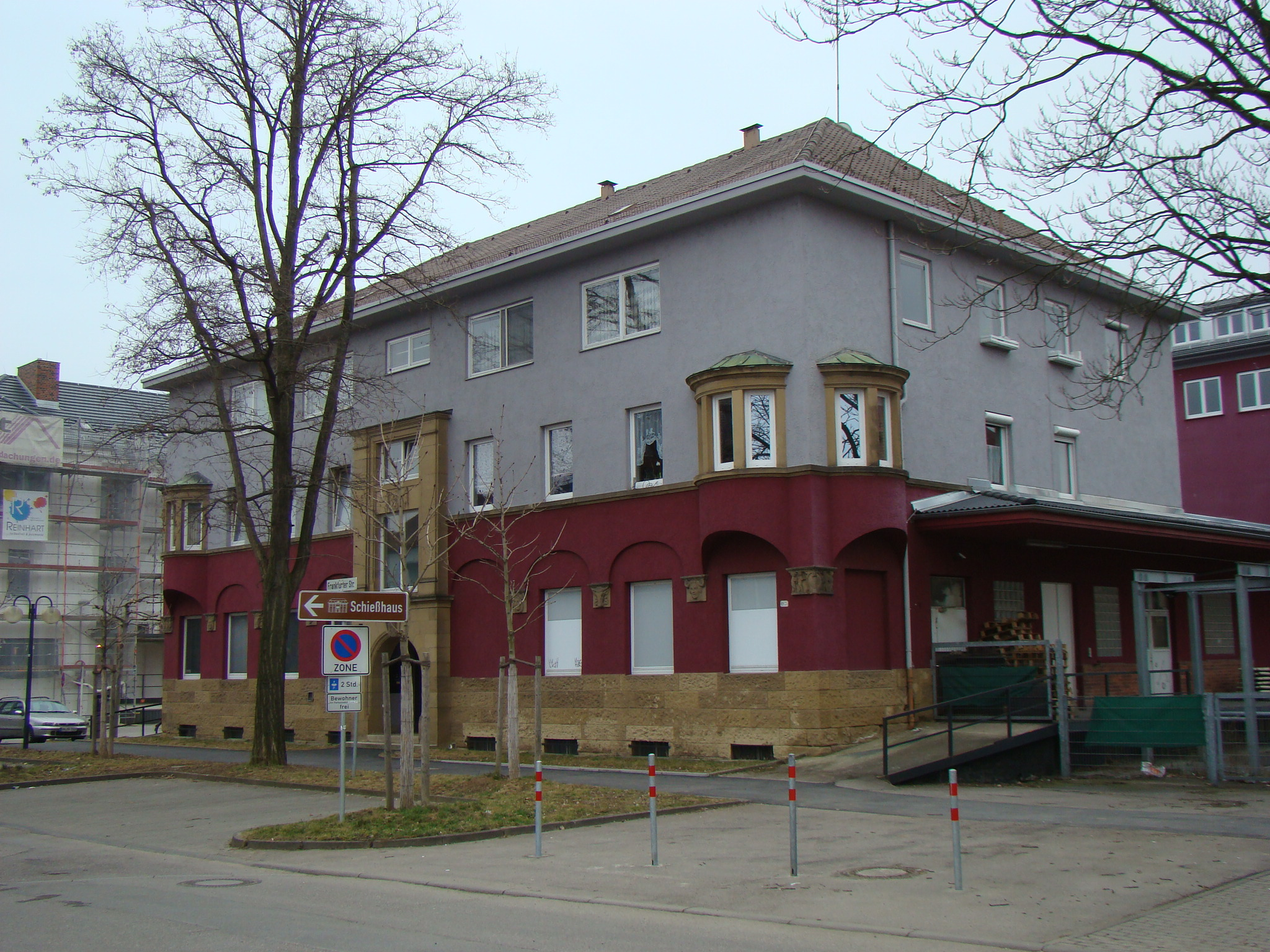
Der Alte Milchhof in Heilbronn

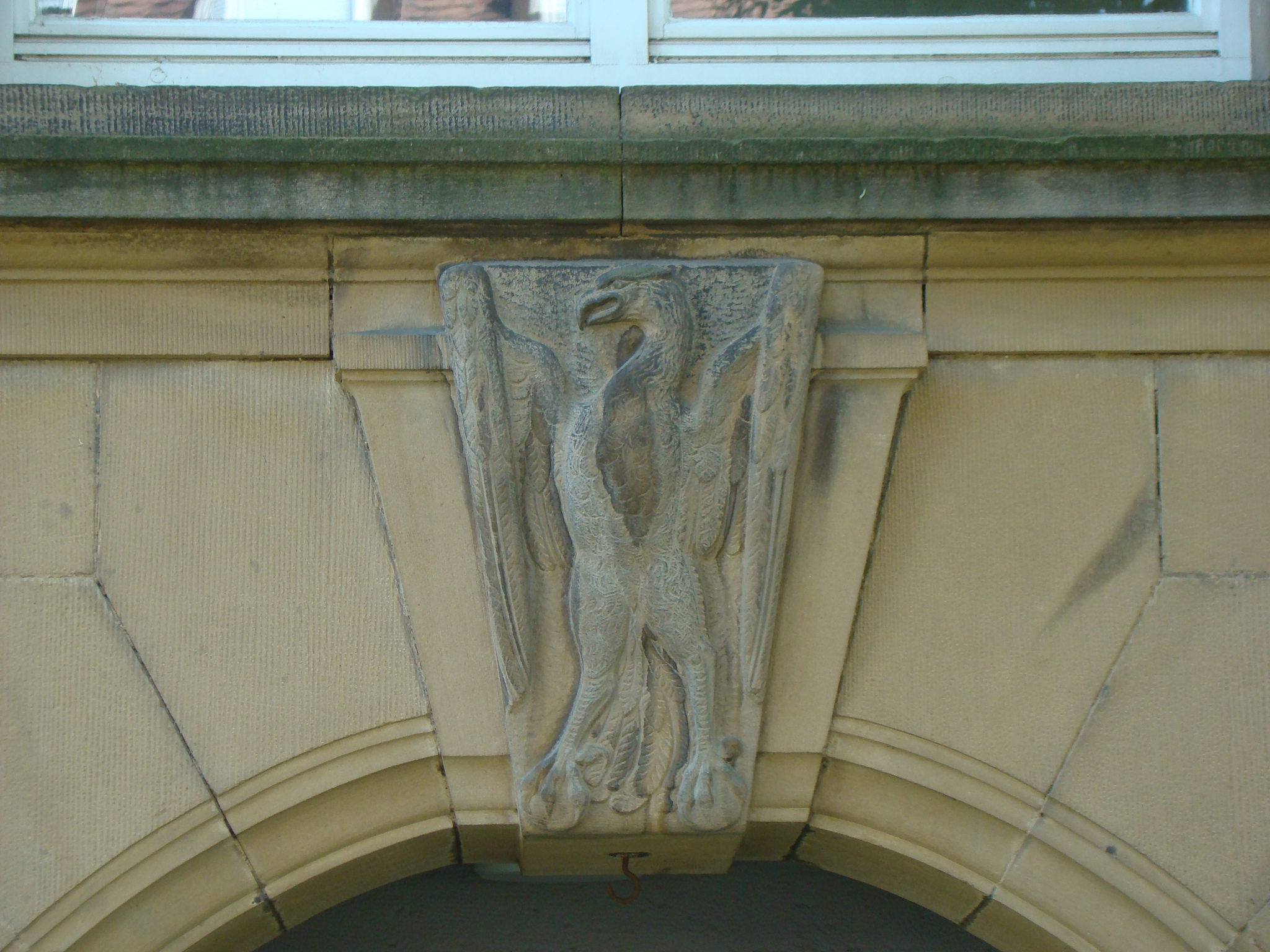
Reichsstädtischer Adler über dem Portal

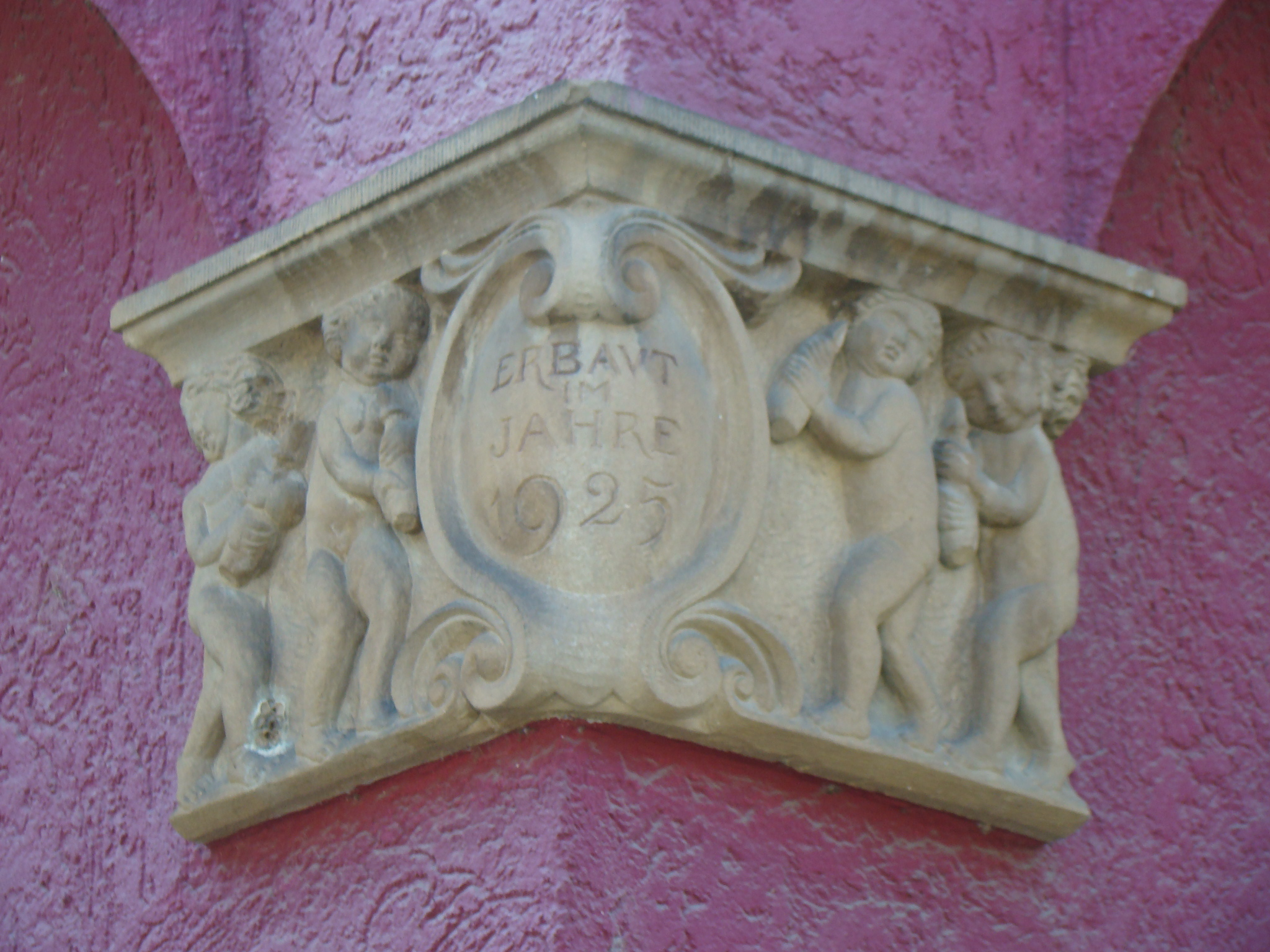
Erbaut im Jahre 1925

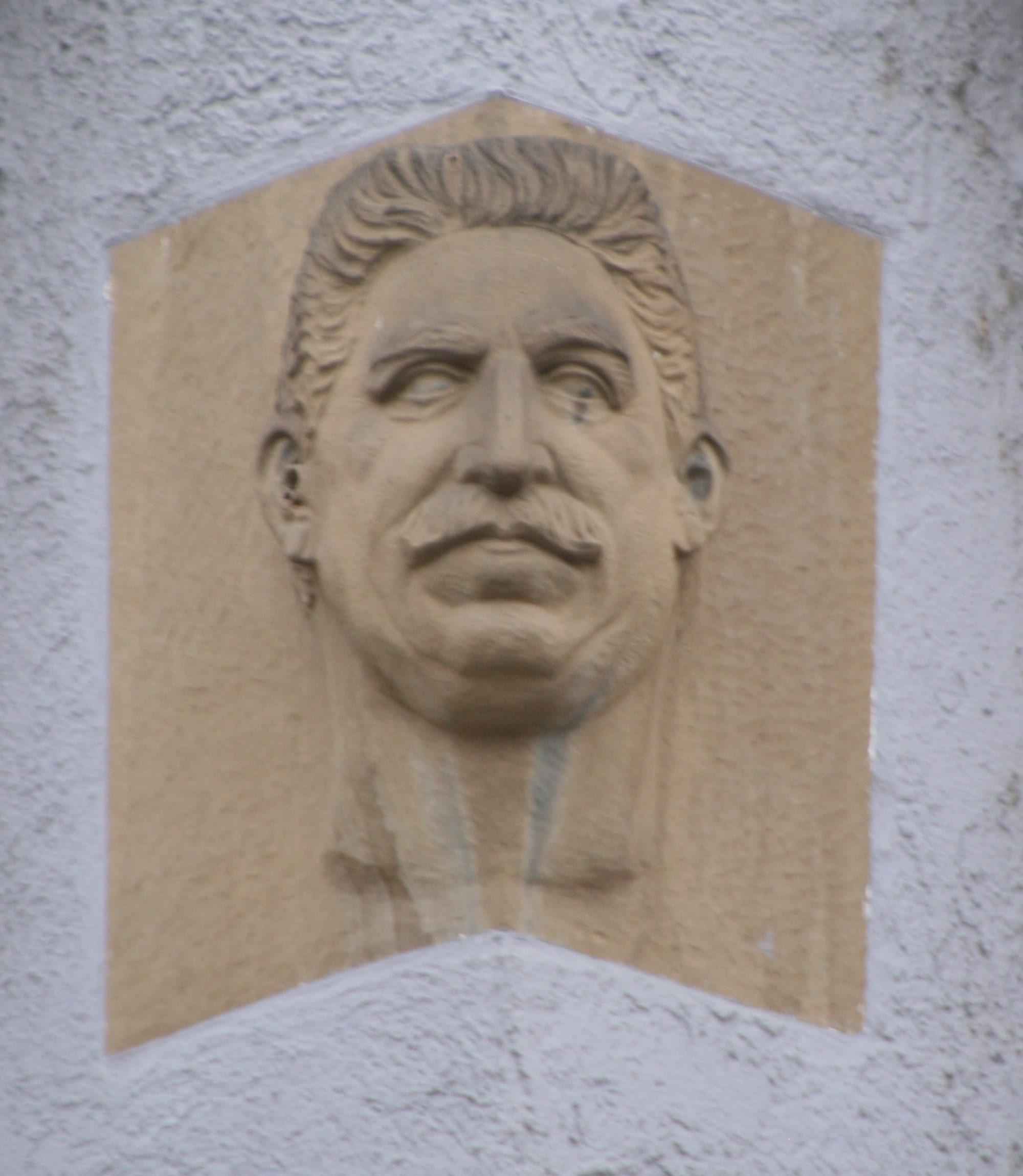
Scherer-Porträtkopf am Milchhof

Der Alte Milchhof ist ein historisches Gebäude an der Frankfurter Straße 75 in Heilbronn, das 1925 in unmittelbarer Nähe zum Heilbronner Schlachthof als städtische Milchsammelstelle errichtet wurde. Es zählt zu den wenigen Gebäuden in der Heilbronner Bahnhofsvorstadt, die nicht durch die Luftangriffe auf Heilbronn im Zweiten Weltkrieg zerstört wurden. Das Gebäude wurde von 1983 bis 2004 als Ausstellungsgebäude der Städtischen Museen Heilbronn mit Ausstellungen zur Neckarschifffahrt und zum Weinbau genutzt, heute befindet sich im Gebäude noch das Lapidarium der Stadt Heilbronn.

## Beschreibung
Das vom städtischen Hochbauamt unter Stadtbaurat G. Scherer erbaute Haus gliedert sich in einen Längsflügel für die Betriebsräume und in einen zweieinhalbstöckigen Querbau mit Büroräumen. Auf der Seite des Hauses zur Schlachthofstraße hin befand sich der Milchannahme- und Kannenwaschraum. Auf der westlichen Seite des Hauses waren der Abgaberaum und der Raum für die Flaschenreinigung und die Flaschenabfüllmaschine zu finden. Den Räumen im Erdgeschoss waren das Laboratorium, Büro, Aufsichtsraum und der Verkaufsraum mit Milchtrinkhalle vorgelagert. Ein Milchaufbewahrungsraum mit sechs Milchbehältern zu je 4000 Litern war im ersten Obergeschoss. Dort befanden sich auch die Wohnung des Betriebsleiters und das Sitzungszimmer.
Zum Bauschmuck zählen Erker und Giebelaufbauten, aber auch verschiedener Figurenschmuck. Über dem Eingang prangt ein Steinrelief des reichsstädtischen Adlers, im Stockwerk darüber das Sinnbild einer fürsorgenden Mutter, die von flötenspielenden Putten flankiert wird. Konsolsteine zwischen den Fenstern zeigen Gesichter und Tierköpfe, Konsolsteine an den Gebäudeecken zur Frankfurter Straße hin nennen das Baujahr 1925 in Kartuschen, zu deren Seiten jeweils Kinder mit Milchflaschen abgebildet sind. An der nordöstlichen Gebäudeecke befindet sich außerdem ein Porträtkopf des zur Bauzeit des Gebäudes amtierenden Heilbronner Stadtbaumeisters Georg Scherer.

## Geschichte
Am 1. Juli 1924 gründete die Stadt Heilbronn zusammen mit dem Milchhandel die Milchversorgung Heilbronn GmbH. Als Ersatz für die 1922 eingerichtete städtische Milchzentrale in der Wilhelmstraße 9a errichtete das Unternehmen 1925 beim städtischen Schlachthof in der Frankfurter Straße einen neuen Milchhof, der am 21. Februar 1926 in Betrieb genommen wurde.
Der neue Milchhof wurde damals von den Kommissionen des In- und Auslands „rückhaltlos anerkannt“, die den Milchhof zu den „modernsten Anlagen dieser Art in Deutschland“ zählten. Das Milcheinzugsgebiet des Heilbronner Milchhofs umfasste die Oberämter Heilbronn, Besigheim, Brackenheim, Hall, Marbach, Öhringen und Neckarsulm. Lieferanten waren 16 Einzelmilchlieferanten, 5 Sammelmolkereien und 52 örtliche Sammelstellen. Im Haus befand sich auch die städtische Kindermilchküche, die zum Rückgang der Säuglingssterblichkeit in Heilbronn von 11,2 % auf 4,4 % beitrug.
1968 nahm die Milchversorgung eine neue Produktionsstätte in der Neckarau bei Neckargartach in Betrieb. Im Gebäude an der Frankfurter Straße verblieben Werkswohnungen, die restlichen Räume und das Gelände wurden vermietet.
1980 wurde im Rahmen der damals stattfindenden Neuorientierung der Städtischen Museen Heilbronn von Willi Zimmermann das Raumprogramm für ein seit Jahrzehnten angedachtes Neckarschifffahrtsmuseum erstellt und ein Platzbedarf von etwa 2.000 Quadratmetern definiert. Das Museum bezog 1983 Räume im Alten Milchhof. 1990 kam dort auch noch eine Dauerausstellung zum Heilbronner Weinbau hinzu. 1992 wurde Joachim Hennze Leiter des Museums, das bis 2004 bestand. Die Objekte des Museums wurden danach in die Sammlungen eingegliedert oder teilweise auch im öffentlichen Raum aufgestellt. Eine kleine Schausammlung zum Weinbau befindet sich heute unterhalb des Gipfels des Heilbronner Wartbergs, während sich das städtische Lapidarium noch im Gebäude befindet.